# Princess Rose
Princess Rose是日本聲優田村由香里的第11張單曲，由科樂美數位娛樂於2006年12月20日發行（由KING RECORDS分銷），商品編號為GBCM-15。

## 概要
- 初回限定版採用Digipak形式的包裝
- 這是田村由香里的唱片合約轉往KING RECORDS前最後一張發行的單曲。
- 在Oricon唱片銷量排行榜的最高排名為第6位（2007年第1週），是田村當時獲得的最高排名。

## 收錄曲目
1. Princess Rose
  - 作詞：，作曲、編曲：橋本由香利
  - 動畫「童話槍手小紅帽」後期片頭曲（即無線動畫《俏皮劍俠小紅帽》部分集數主題歌曲）
  - 文化放送系電台節目開首曲（2006年11月－2007年4月）
  - db-FM網上電台節目開首曲（#183〜#205）
2. - 作曲、作詞：大津美紀，編曲：河野伸
3. - 作詞：，作曲、編曲：太田雅友
  - 文化放送系電台節目開首曲（2006年11月〜2007年4月）
  - db-FM網上電台節目結尾曲（#183〜#205）